# Manuel Silvestre Frisancho
Manuel Silvestre Frisancho fue un político peruano. Luego de la revuelta estudiantil de la Universidad de San Antonio Abad en 1909, Frisancho formó parte de los catedráticos que impulsaron la denominada generación "La Sierra" o "Escuela Cuzqueña".

## Alcaldía del Cusco y construcción del Mercado Central de San Pedro
Ocupó la alcaldía del Cusco entre 1917 y 1919 y entre 1923 y 1924. Durante su gestión se puso especial atención a la higiene y el orden de la ciudad disponiéndose la construcción de alcantarillas, un camal y, también, el traslado del mercado desde la Plaza de Armas y la Plaza San Francisco donde se realizaba regularmente la compra de abastos para la ciudad, hacia el oeste, en el barrio de San Pedro. Se escogió para ello la denominada "pampa de Qasqaparo" que formaba parte de los terrenos del Convento de Santa Clara y se encontraba frente a la Iglesia de San Pedro. En esa misma zona ya funcionaba, para aquellos años, el camal municipal. La razón para dicho traslado fue la salubridad. 
La construcción del Mercado Central de San Pedro, que se convirtió en el principal y más antiguo mercado de abastos de la ciudad de Cusco, fue realizada en dos partes, la primera inició en 1925 y fue inaugurada 7 de junio de 1925. Sin embargo, el mercado no se terminaría de construir hasta el año 1950. La parte más antigua de la estructura del mercado fue realizada por el arquitecto francés Gustave Eiffel quien fue contactado por el alcalde Frisancho. Constituyó la superficie cubierta más grande que hasta entonces se había edificado en la ciudad del Cusco. La inauguración fue realizada por el alcalde Manuel Silvestre Frisancho por lo que el mercado, en un inicio, fue llamado popularmente como "Mercado Frisancho". Su primer administrador fue el señor Emilio Astete.
En 1923, durante su segundo período como alcalde del Cusco, Frisancho sufrió la protesta poular por haber implementado en el Cusco la Ley de Conscripción Vial dictada por el presidente Augusto B. Leguía. El diario El Sol da cuenta del hecho el 27 de marzo, indicando que apedrearon la casa de Frisancho en la calle Triunfo, la policía disparó a la turba, generando dos heridos y un tercero que cayó muerto ya en la calle Hatunrumiyoc.

## Diputado durante el Oncenio de Leguía
En 1919, cuando el presidente Augusto B. Leguía dio inicio a su oncenio, Ugarte fue elegido diputado por la provincia de Cusco para la Asamblea Nacional de ese año que tuvo por objeto emitir la Constitución de 1920. Luego se mantuvo como diputado ordinario hasta 1924, reeligiéndose en 1924 y en 1929 durante todo el Oncenio de Leguía.

### Homenajes a Alejandro Velasco Astete[16]
Durante su gestión, luego del vuelo realizado por Alejandro Velasco Astete entre Lima y Cusco, la Cámara de Diputados en su 22° sesión del martes 1 de setiembre de 1925, aprueba una moción presentada por los diputados cusqueños José Ángel Escalante, Mariano N. García, Manuel S. Frisancho, Mariano L. Álvarez, Julio Alonso Cáceres y Washington Ugarte, en el cual manifiestan:

“La Cámara de Diputados con motivo del raid Lima – Cusco, llevado a feliz término por el aviador militar cusqueño subteniente Alejandro Velasco Astete, expresa un voto de aplauso al señor Ministro de Guerra por el progreso y eficiencia de la escuela de aviación, que acaba de evidenciarse con la extraordinaria hazaña del aviador Velasco, en forma que satisface las expectativas patrióticas del país”

Igualmente, se acuerda el pedido de Manuel  S. Frisancho, para enviar un cablegrama de felicitación para el aviador Alejandro Velasco Astete, a través de la Municipalidad del Cusco. Pero, el júbilo por tal hazaña dura poco tiempo. El 28 de septiembre, Alejandro Velasco Astete vuela de Cusco a Puno falleciendo en el aterrizaje debido a que la multitud impidió que pisara tierra y al tratar de elevar nuevamente la máquina una de sus alas choca con un muro de tierra, estrellándose contra un paredón provocando su muerte instantánea.
Al conocerse la noticia del trágico accidente, los diputados Manuel Frisancho, Mariano N. García y Mariano L. Álvarez, presentan el 30 de setiembre de 1925, el Proyecto de Ley N° 127 en el que solicitan consignarse en el Presupuesto General de la República, para el año de 1926, una partida destinada a la erección de un monumento en la ciudad del Cusco, que inmortalice la memoria del aviador Alejandro Velásco Astete. El Diputado Mariano N. García, al fundamentar la proposición manifestó:

“La Patria para con sus hijos que se han distinguido en levantar más su nombre para con aquellos que han consagrado sus días a acrecentar más su potencialidad y su defensa, se ha manifestado siempre no solo generosa sino justiciera y reconocida, otorgando en forma concreta y efectiva, grandes premios a los servicios prestados al país. Ella sabe perfectamente que sus hijos son los que marcan y hacen subir en el termómetro del progreso un elevado grado de grandeza y de prestigio nacional efectivo (…) creo, señor, que la Cámara por su parte, debe hacer algo para honrar la memoria del intrépido aviador cusqueño, como recompensa del gran raid que realizó con todo éxito entre Lima y el cusco; del intrépido aviador que por un accidente fatal ha dejado de existir en Puno”